# Rolf Bergmann (Linguist)
Rolf Bergmann (* 2. August 1937 in Wuppertal) ist ein deutscher Linguist und germanistischer Mediävist. Er ist emeritierter Lehrstuhlinhaber für deutsche Sprachwissenschaft und ältere deutsche Literatur an der Universität Bamberg.

## Leben und Schaffen
Bergmann studierte von 1958 bis 1963 Germanistik und Geschichte an der Universität Köln. Nach dem Staatsexamen war er von 1963 bis 1970 Assistent in Groningen (NL), Bonn und Münster. 1966 erfolgte die Promotion an der Universität Bonn und 1970 dann die Habilitation für Germanische Philologie an der Universität Münster. Darauf war er als Dozent, Wissenschaftlicher Rat und Professor an der Universität Münster beschäftigt. Von 1973 bis 1976 war er Ordentlicher Professor für neuere deutsche Sprachwissenschaft an der Universität Augsburg und wechselte 1977 als Ordentlicher Professor für deutsche Sprachwissenschaft und ältere deutsche Literatur an die Universität Bamberg.
Die Schwerpunkte seiner Forschung waren Althochdeutsch, Geistliches Drama, Namenforschung und Sprachgeschichte.

## Ehrungen
- 1984 Akademiepreis der Philologisch-Historischen Klasse der Akademie der Wissenschaften zu Göttingen
- 1992 Verleihung des Verdienstkreuzes am Bande des Verdienstordens der Bundesrepublik Deutschland
- 2009 Verleihung der Ehrenmedaille „bene merenti“ in Gold der Otto-Friedrich-Universität Bamberg
- 2016 Ernennung zum „Emeritus of Excellence“ der Otto-Friedrich-Universität Bamberg

## Herausgeber
- Beiträge zur Namenforschung. Zeitschrift der Universität Bamberg
- Sprachwissenschaft. Universität Bamberg
- Reihe Germanistische Bibliothek Universitätsverlag C. Winter

## Werke
- Einführung in die deutsche Sprachwissenschaft. Winter, Heidelberg 2010. ISBN 978-3-8253-5797-9
- Alt- und Mittelhochdeutsch: Arbeitsbuch zur Grammatik der älteren deutschen Sprachstufen und zur deutschen Sprachgeschichte. Vandenhoeck & Ruprecht, Göttingen 2007. ISBN 978-3-525-20836-6
- Studien zu Entstehung und Geschichte der deutschen Passionsspiele des 13. und 14. Jahrhunderts. Fink, München 1972.